# Ituí-cavalo
O Ituí-cavalo ou Fantasma-negro, Apteronotus albifrons, é um peixe tropical pertencente à família Apteronotidae. São nativos da Bacia Amazônica na América do Sul, no rio Paraná através do Peru, Venezuela e Paraguai. Gozam de popularidade crescente em aquários. O peixe é todo preto, exceto por dois anéis brancos na cauda, e uma mancha branca na cabeça, que pode se estender até as costas. Se move principalmente ondulando uma longa barbatana ventral, e pode crescer até 60 centímetros.
São noturnos, dotados de uma leve corrente elétrica, e como são cegos (os olhos são cobertos por pele), utilizam um órgão elétrico e receptores distribuídos pelo corpo para localizar larvas de insetos. Tendem a nadar "de pé", com a cauda para baixo, e de maneira um tanto desordenada. Junto com o peixe-elefante eles são os peixes eletrosensíveis mais estudados.

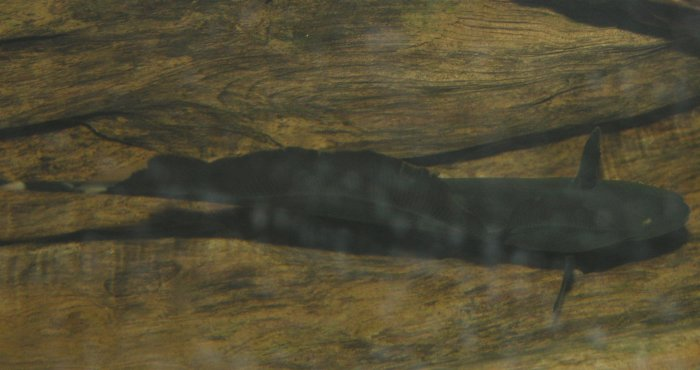
Ituí Cavalo de cabeça para baixo.

O Ituí-cavalo vive em águas rápidas, com fundo arenoso em climas tropicais. Preferem águas com pH em torno de 6.0 - 8.0, dureza da água entre 5.0 - 19.0 dGH, e temperatura entre 23-28 °C.
Existem lendas entre alguns povos da região amazônica de que as almas dos mortos habitavam estes peixes, daí um dos nomes.

## Em aquários
Estes peixes requerem um tanque de no mínimo 280 litros, devido ao seu tamanho. Não devem ser mantidos com neons, camarões e outros peixes menores, pois o Ituí-cavalo irá devorá-los ou feri-los (principalmente nos olhos). Ituí Cavalos preferem águas bem oxigenadas, e vão passar um bom tempo nadando nas bolhas geradas pelo sistema de oxigenação (muitas vezes boiando descontroladamente, tal qual uma folha solta)[carece de fontes?]. Devem ser alimentados com artêmia salina, tubifex, dáphnia ou peixes vivos. Podem também comer minhocas, carne congelada ou mesmo serem acostumados a comer ração para peixes[carece de fontes?]
Como são peixes noturnos, necessitam de abrigos durante o dia, servindo para este fim "cavernas" feitas com pedras, conchas ou troncos. São peixes muito territoriais, e uma vez adaptados ao aquário, não hesitarão em atacar quando tiverem seu território invadido.
O período de adaptação ao novo aquário é crítico, devendo se tomar muito cuidado com estresse, doenças e temperatura.
Devido ao seu campo elétrico, quando mantidos em grupos em aquários tendem a se agrupar, alinhando-se lado a lado.[carece de fontes?].